# Rumí (patronyme)
Pour les articles homonymes, voir Rumi.
Le patronyme Rumí est un patronyme assez rare originaire de la province d'Almería, en Espagne. Il s'agit vraisemblablement d'un patronyme monophylétique sur la péninsule Ibérique. Il connaît cependant au moins une homonymie en Italie, en Lombardie.

## Étymologie
Le patronyme Rumí tire son origine de l'arabe rumí qui signifie chrétien

## Origines historiques et géographiques

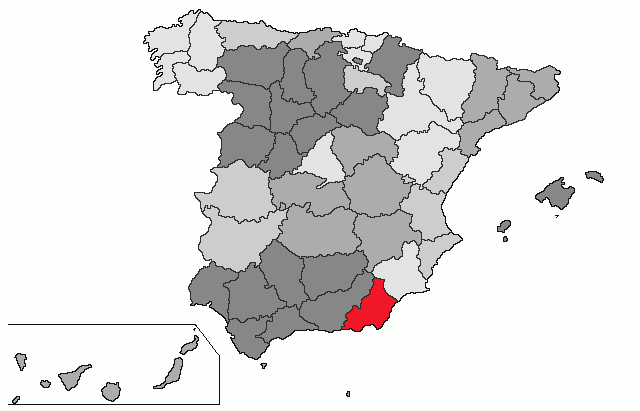
Province d'Almería

Une documentation généalogique nous apprend qu'il existait un lignage noble portant le nom Rumí, et dont les origines remonteraient à un certain Hugo Rumí, originaire de Marseille qui participa avec le roi Jacques Ier d'Aragon à la conquête de l'île de Majorque. Cette famille porterait : Coupé au 1 de gueules avec une fleur de lys d'or et au 2 d'azur avec un anneau d'argent. Cette littérature, aujourd'hui en vogue en Espagne, est promue par un certain nombre de sociétés pseudo-généalogiques à but lucratif qui alimentent les fantasmes de noblesse et de pureté de sang. Il semble bien établi, au regard des documents d'archives que nous avons recueillis par ailleurs, qu'il s'agit là d'un lignage particulier auquel tous les Rumí d'Espagne ne pourraient prétendre pouvoir se rattacher.
Les premières traces sérieuses de la famille Rumí que nous ont livrées les archives apparaissent à Lubrín, une ville de la province d'Almería, dès le XVIIe siècle. Cette famille, à l'instar de la majeure partie de la population, était composée essentiellement d'ouvriers agricoles qui louaient leurs bras dans les métairies de la région. Certaines branches connurent néanmoins une ascension notable. On peut ainsi citer les Rumí d'Almería dont Jose Rumí Abad, avocat et libre penseur à Almería, constituant l'une des principales figures. Dès l'époque moderne, on voit un certain nombre de porteurs du nom migrer dans les villages alentour et notamment à Turre, où un foyer important se développe au cours du XVIIIe siècle. En Amérique latine, plusieurs porteurs du nom migrent également, notamment en Argentine. Au XIXe siècle et XXe siècle, le flux migratoire s'accentue et l'on constate alors un nombre important de Rumí se diriger vers des régions d'Espagne plus prospères, notamment à Barcelone et dans la province de Jaén. On note également plusieurs départs pour l'Algérie alors française. Un certain nombre de foyers demeurent nonobstant dans la province d'origine à Lubrín, Turre, Garrucha, Nijar, Pozos de los Frailes, Sorbas et dans la capitale Almería.

## Foyers actuels (2008)

### Porteurs du nom en Espagne
L'Instituto Nacional de Estadística estime aujourd'hui à 386 le nombre de porteurs du patronyme Rumí en Espagne. On peut ajouter à ce nombre celui des porteurs de la variante de ce nom, Rumin, évalué à 160 porteurs.
De toutes les provinces d'Espagne, c'est la province d'Almería qui connaît le plus grand nombre de porteurs du nom (98 porteurs), suivie de près par la province de Barcelone qui en compte 81.

### Autres pays
Après l'Espagne ce sont les pays d'Amérique latine qui accueillent le plus de Rumí - pour la majeure partie originaires de la province d'Almería en Espagne - et notamment l'Argentine qui concentre dans la capitale Buenos Aires le plus grand nombre de foyers.

## Personnalités
- María Consuelo Rumí Ibáñez, née le 31 octobre 1957 à Almería, femme politique espagnole. Elle est actuellement secrétaire d'État de la Fonction Publique[8].